# 前ゴルロス・モンゴル族自治県
前ゴルロス・モンゴル族自治県（ぜんゴルロス-モンゴルぞく-じちけん、モンゴル語:ᠡᠮᠦᠨᠡᠲᠦ
ᠭᠣᠷᠯᠣᠰ ᠤᠨ
ᠮᠣᠩᠭᠣᠯ
ᠦᠨᠳᠦᠰᠦᠲᠡᠨ ᠦ
ᠥᠪᠡᠷᠲᠡᠭᠡᠨ
ᠵᠠᠰᠠᠬᠤ
ᠰᠢᠶᠠᠨ、転写:Emünedü Ɣorlos-un Mongɣol ündüsüten-ü öbertegen jasaqu siyan）は中華人民共和国吉林省松原市に位置するモンゴル族の自治県。自治県人民政府は前ゴルロス鎮（前郭爾羅斯鎮）に位置する。

## 歴史
清初に設置されたゴルロス前旗を前身とする。1956年に前郭爾羅斯蒙古族自治県と改編された。

## 行政区画
3ジュール・ゴドムジ（街道）、9バルガス（鎮）、13郷（シャン、ソム）を管轄している。
- 街道弁事処
  - アムール・ジュール・ゴドムジ（阿穆爾街道）
  - ハダ・ジュール・ゴドムジ（哈達街道）
  - サフラン・ジュール・ゴドムジ（薩日朗街道）
- バルガス（鎮）
  - オムノト・ゴルロス・バルガス（前郭爾羅斯鎮）
  - 長山鎮
  - ハブラグ・バルガス（海渤日戈鎮）
  - オラーントグ・バルガス（烏蘭図嘎鎮）
  - チャガーンフア・バルガス（査干花鎮）
  - ワングン・ホロー・オルトー・バルガス（王府站鎮）
  - 八郎鎮
  - ハルモド・バルガス（哈拉毛都鎮）
  - チャガーン・ノール・バルガス（査干湖鎮）
- 郷（ソム、シャン）
  - 宝甸郷
  - 平鳳郷
  - 達里巴郷
  - ジャラート・シャン（吉拉吐郷）
  - バイラグ・シャン（白依拉嘎郷）
  - 洪泉郷
  - 額如郷
  - トホエタイ・ソム[3]（套浩太郷）
  - 長竜郷
  - オラーン・タル・シャン（烏蘭塔拉郷）
  - 東三家子郷
  - 浩特芒哈郷
  - オラーンオド・シャン（烏蘭敖都郷）

## 交通

### 航空
- 松原査干湖空港（中国語版）

### 鉄道
- 中国国家鉄路集団
  - 長白線（中国語版）

### 道路
- 高速道路
  -  琿烏高速道路
  -  大広高速道路
  -  鉄科高速道路（中国語版）
- 国道
  -  G203国道（中国語版）
  -  G302国道
  -  G503国道（中国語版）